# Kim Jae-joong
Kim Jae-joong (김재중?; Gongju, 26 gennaio 1986) è un cantante e attore sudcoreano. È conosciuto per essere membro della band coreana JYJ e uno dei membri originali dei TVXQ, nei quali era noto come Hero Jaejoong.
Oltre alle attività come cantante, ha recitato in alcune serie televisive come Sunao ni narenakute, Boseureul jikyeora e Dr. Jin e nei film Cheonguk-ui upyeonbaedalbu e Jakali onda. Nel gennaio 2013 ha realizzato il suo primo EP, intitolato I, seguito da un album, WWW nell'ottobre dello stesso anno.

## Biografia
Kim Jae-joong è nato Han Jae-joon (한재준, 韩在俊) a Gongju, Chungcheongnam-do, Corea del Sud. Il suo compleanno, come rivelato dalla madre biologica, è il 4 febbraio, invece del 26 gennaio. Quando era ancora piccolo, venne dato in adozione alla famiglia Kim e il suo nome venne cambiato in Kim Jae-joong.
A quindici anni, si trasferì da solo a Seul per poter partecipare alle audizioni tenute dalla SM Entertainment. La vita a Seul era finanziariamente difficile e fu costretto a svolgere diversi lavoretti per potersi pagare l'affitto, il cibo e le spese di formazione. In quel periodo fece anche la comparsa in un film.

## Carriera

### TVXQ

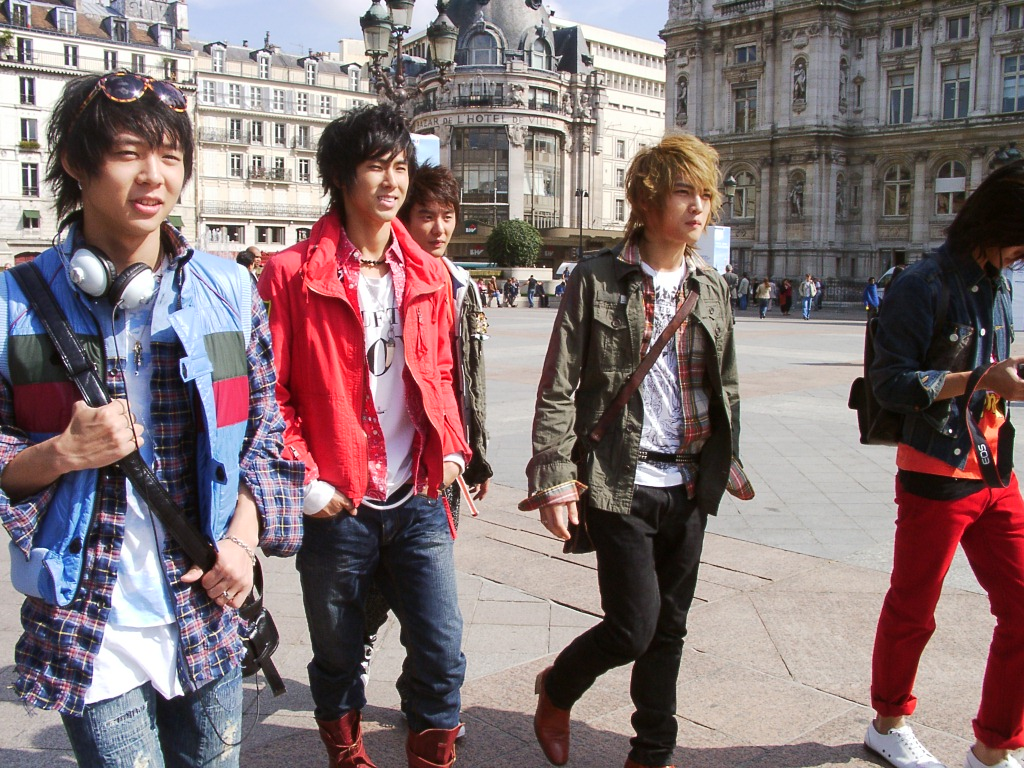
Kim Jae-joong (secondo da destra) con i TVXQ a Parigi nel 2007

Nel 2001, a quindici anni, Kim fece un provino per la S.M. Entertainment e venne preso dall'agenzia. Dal 2003 al 2010 è stato il cantante della boy band sudcoreana TVXQ. Nel 2010, insieme ad altri due membri della band, Yoochun e Junsu, formò un trio inizialmente conosciuto come JUNSU/JEJUNG/YUCHUN in Giappone.

### JYJ
Nel 2009, Kim Jae-joong, Junsu e Yoochun intentarono una causa contro la loro agenzia, la S.M. Entertainment, e lasciarono i TVXQ per fondare una loro band, JYJ. Il loro EP di debutto in lingua giapponese, The..., uscì nel settembre 2010 e, insieme al primo DVD del loro concerto al Tokyo Dome, raggiunse il primo posto nella classifica Oricon. Il primo album in lingua inglese, che segnò il loro debutto mondiale, The Beginning, uscì nell'ottobre 2010 e venne interpretato insieme a Kanye West.
Nel gennaio 2011 pubblicarono un EP coreano, Their Rooms "Our Story", contenente tre composizioni di Kim, "Pierrot", "Nine" e "I.D.S.". Nel mese di aprile Kim andò in tour in Asia e Nord America con i JYJ, e successivamente in Sud America e in Europa. È stato anche regista di una tappa asiatica del tour. Nel mese di settembre la band ha pubblicato un album in studio intitolato In Heaven Kim ha composto due nuovi canzoni per l'album, "In Heaven" and "Get Out". La canzone "In Heaven" è stata dedicata ad un suo buon amico, Park Yong-ha, morto suicida.
Nel luglio 2014 i JYJ hanno pubblicato il loro secondo album Just Us. Kim scrisse i testi di 4 canzoni, "Let Me See", "Babo Boy", "Dear J" e "Creation".

### Progetti da solista
Oltre che con i TVXQ e i JYJ, Kim Jae-joong ha lavorato anche come solista. Ha cantato "Greeting", per la colonna sonora di Baekmanjangja-ui cheot-sarang. Kim ha collaborato con la band The Grace per la versione giapponese della loro canzone "Just for One Day", contenuta nel loro quinto singolo giapponese e nel loro album di debutto, Graceful 4.
Kim Jae-joong ha anche cantato il brano "Maze" per il quinto ed ultimo singolo del Trick Project, "Keyword/Maze". Ha scritto e composto "Wasurenaide" (忘れないで?, lit. Non dimenticare) che era incluso nel venticinquesimo singolo dei Tohoshinki "Bolero/Kiss the Baby Sky/Wasurenaide." La canzone è stata inserita anche nel loro quarto album giapponese The Secret Code, insieme con le canzoni "9095" e "9096" composte sempre da Kim. La canzone "忘れないで" venne usata per una pubblicità di cosmetici in Giappone.
Il 30 settembre 2009 Kim e Yoochun hanno rilasciato un singolo auto-composto "Colors (Melody and Harmony)/Shelter", e hanno anche partecipato al "m-flo TRIBUTE -maison de m-flo" cantando "Been So Long."
Kim Jae-joong ha cantato "Love" per la colonna sonora del film Cheonguk-ui upyeonbaedalbu nel quale ha recitato come protagonista. Ha anche cantato "Found You" e "For you It's Separation, For me It's Waiting" per la colonna sonora della serie televisiva Seonggyun-gwan scandal, "I'll Protect You" per la colonna sonora della serie Boseureul jikyeora e "Living Like A Dream" per la colonna sonora della serie Dr. Jin.
Il 17 gennaio 2013, Kim ha pubblicato il suo primo mini-album da solista intitolato I. L'album a tema rock ha ottenuto grande successo in Giappone superando il numero di vendite dei precedenti album.
Il 26 e 27 gennaio ha tenuto due giorni di concerti speciali al KINTEX Ilsan per festeggiare il lancio dell'album, così come il suo compleanno. I 16.000 biglietti per il concerto sono stati venduti a tempo di record.
Il suo primo album da solista WWW è uscito il 29 ottobre 2013. Un duetto con Lee Sang-gon dei Noel è stato pubblicato in anticipo il 15 ottobre.

### Recitazione
Prima del suo debutto come cantante, Kim Jae-joong ha lavorato come comparsa, interpretando un soldato nel film Brothers of War - Sotto due bandiere. Insieme con gli altri membri dei TVXQ, è apparso nei programmi televisivi Banjun Theater e Vacation.
Nel novembre 2009 ha recitato insieme a Han Hyo-joo nella coproduzione coreano-giapponese Cheonguk-ui upyeonbaedalbu nel ruolo di Shin Jaejun, un ragazzo che consegna le lettere che i vivi scrivono ai morti e che aiuta i fantasmi a sistemare i loro affari terreni. Ha poi recitato nella serie televisiva giapponese Sunao ni narenakute, nella quale interpretava un dottore.
Nel mese di agosto 2011 ha recitato accanto a Choi Kang-hee e Ji Sung nella sua prima serie televisiva sudcoreana Boseureul jikyeora. Nel maggio 2012 ha recitato nella serie televisiva Dr. Jin nel ruolo di Kim Kyung-tak, un alto ufficiale delle forze di polizia della dinastia Joseon, che è un figlio illegittimo del Primo Ministro e della sua concubina.
Sempre nel 2012 ha recitato nel film Jakali onda interpretando il ruolo di Choi Hyun, una star della hallyu che viene rapita dall'assassina Bong Min-jung, interpretata da Song Ji-hyo.
Nel maggio 2014, Kim ha recitato come protagonista maschile nella serie televisiva Triangle.

### Regia
Kim è stato direttore esecutivo della tappa asiatica del Worldwide Tour dei JYJ del 2011. Ha inoltre partecipato nel team di regia per il LG Whisen Rhythmic All Stars del 2011.

## Vita privata
Il 21 novembre 2006 un uomo con cognome Han ha intentato una causa contro i tutori di Kim. Han sosteneva di essere il padre biologico di Kim e quindi reclamava i suoi diritti di genitore. La prima udienza si sarebbe dovuta tenere nella città natale di Kim, Gongju, il 29 novembre 2006, ma il 22 novembre Han ritirò le accuse.
In risposta alla cosa, Kim Jae-joong ha caricato un articolo sul suo fan club ufficiale dicendo di aver appreso due o tre anni prima dalla madre di essere stato adottato e che tale notizia è stata uno shock per lui. Con l'aiuto della madre adottiva è riuscito a tenersi in contatto con la madre biologica e ad incontrarla ogni tanto.
Kim ha espresso la volontà di vivere con il nome di Kim Jae-joong, non con il suo nome di nascita Han Jae-jun.

## Discografia

### EP
- 2013 – I

### Album
- 2013 – WWW

### Video musicali
- 2013 – "Mine"
- 2013 – "Just Another Girl"

### Colonne sonore
- 2010 – "To You It's Goodbye, To Me It's Waiting" – Seonggyun-gwan scandal OST
- 2011 – "I'll Protect You" – Boseureul jikyeora OST
- 2012 – "Living Like A Dream" – Dr. Jin OST[38]
- 2012 – "Healing for Myself" – Jakali onda OST
- 2012 – "Kiss B" – Jakali onda OST
- 2012 – "Stay" – Jakali onda OST
- 2014 – "But I" – Triangle OST
- 2014 – "Coincidence" – Triangle OST

## Filmografia

### Drama televisivi
- Vacation (베케이션) - serie TV, episodi 1-4 (2006)
- Sunao ni Narenakute (素直になれなくて) - serie TV, episodi 1-11 (2010)
- Protect the Boss (보스를 지켜라) - serie TV, episodi 1-18 (2011)
- Time Slip Dr. Jin (타임슬립 닥터 진) - serie TV, episodi 1-22 (2012)
- Triangle (트라이앵글) - serie TV, episodi 1-26 (2014)
- SPY (스파이) - serie TV, episodi 1-16 (2015)
- Manhole (맨홀 - 이상한 나라의 필) - serie TV, episodi 1-16 (2017)
- Bad Girl ‑Glass Ceiling Crushers (悪女（わる）～働くのがカッコ悪いなんて誰が言った？～) - serie TV, episodio 3 (2022)
- Bad-Memory Eraser (나쁜기억 지우개) - serie TV ()
- Invisible Man (투명인간) - serie TV

### Film
- All About Dong Bang Shin Ki (All About 東方神起) - (2006)
- All About Dong Bang Shin Ki 2 (All About 東方神起 시즌 2) - (2007)
- All About Dong Bang Shin Ki 3 (All About 東方神起 시즌 3) - (2009)
- Cheonguk-ui upyeonbaedalbu (천국의 우편배달부) - Lee Hyung Min (2009)
- Dating On Earth (지구에서 연애중) - film TV (2010)
- Jakar-i onda (자칼이 온다) - Bae Hyeong-Jun (2012)
- JYJ Come On Over: Director's Cut (제이와이제이 Come On Over: Director's Cut) - (2012)
- Jae Joong: On the Road (ジェジュン：オン・ザ・ロード) - (2021)

### Speciali
- Brothers of War - Sotto due bandiere (2004)
- First Love (첫사랑) - (2005)
- The King's Man - (2006)
- Tokyo Holiday (도쿄 홀리데이) - (2006)
- The Uninvited Guest (초대받지 않은 손님) - (2006)
- Finding Lost Time (잃어버린시간을 찾아서) - (2006)
- Dangerous Love (위험한사랑) - (2006)
- Unforgettable Love (내생애 가장 잊지못할 그녀) - (2006)
- Telecinema, l'episodio "Tengoku e no yubin haitatsunin" (2009)
- Boseureul jikyeora (2011) Serie TV

### Programmi televisivi
- Music Fair (ミュージックフェア) - programma televisivo (2003)
- Music Station (ミュージックステーション) - programma televisivo (2003)
- Count Down TV - programma televisivo (2003)
- Hey! Hey! Hey! Music Champ - programma televisivo (2003)
- Channel A (チャンネル エー) - programma televisivo (2006)
- X-Man (X맨) - programma televisivo, episodi 151-152 (2006)
- Explorers of the Human Body (인체탐험대) - programma televisivo, episodi 9-10 (2008)
- Happy Together 3 (해피투게더3) - programma televisivo, episodi 35, 67 (2008)
- Champagne (샴페인) - programma televisivo (2008)
- Oshare izumu (おしゃれイズム) - programma televisivo, episodio 189 (2009)
- Shabekuri 007 (しゃべくり007) - programma televisivo, episodi 28, 409 (2009, 2019)
- Love music - programma televisivo (2015)
- Fruitful Trip (수확여행) - programma televisivo, episodi 1-5 (2016)
- After Mom Goes to Sleep (엄마가 잠든 후에) - programma televisivo, episodio 1 (2017)
- Sukatto Japan (痛快TV スカッとジャパン) - programma televisivo, episodi 122, 125-126, 131, 134, 137, 147, 154, 157, 171, 185, 193, 201 (2017, 2018)
- KinKi Kids no BunBuBoon (KinKi Kidsのブンブブーン) - programma televisivo, episodi 154, 191 (2017, 2018)
- I Love You Today (今日、好きになりました。) - programma televisivo (2017)
- ZENRYOKU! DATSURYOKU TIMES (全力!脱力タイムズ) - programma televisivo, episodi 135, 163 (2017, 2018)
- Photo People (포토피플) - programma televisivo, episodi 1-12 (2017)
- ARIYOSHI'S Meeting for Reviewing (有吉反省会) - programma televisivo, episodio 255 (2018)
- Photo People in Tokyo (포토피플 인 도쿄) - programma televisivo, episodi 1-16 (2018)
- Buzz Rhythm (バズリズム) - programma televisivo, episodio 165 (2018)
- Endless Pranks Grand Prix (芸能人が本気で考えた!ドッキリGP) - programma televisivo, episodi 5, 10, 26, 80 (2018, 2019)
- Taste of Love 2 (연애의 맛2) - programma televisivo, episodi 1-16 (2019)
- Taste of Love 3 (연애의 맛3) - programma televisivo, episodio 1-16 (2019)
- RUN (런) - programma televisivo, episodio 1 (2020)
- Midnight Idol 1 (심야아이돌 시즌 1) - programma televisivo, episodio 99 (2020)
- Travel Buddies (트래블 버디즈)  - programma televisivo, episodi 1-10 (2020)
- I Want to Sing a Song - programma televisivo, episodi 1-8 (2020)
- Vogue Ship Show (보그싶쇼) - programma televisivo, episodio 36 (2021)
- Romantic Call Centre (사랑의 콜센타) - programma televisivo, episodio 64 (2021)
- Village Shop (마을애 가게) - programma televisivo, episodio 8 (2022)

## Riconoscimenti

### Premi cinematografici
| Anno | Premio                              | Categoria                                                     | Lavoro              | Risultato       |
| ---- | ----------------------------------- | ------------------------------------------------------------- | ------------------- | --------------- |
| 2010 | 14th Nikkan Sports Drama Grand Prix | Miglior attore non protagonista della stagione primaverile    | Sunao ni narenakute | Vincitore/trice |
| 2010 | Oricon Spring Drama Award           | Attore drammatico più interessante della stagione primaverile | Sunao ni narenakute | Vincitore/trice |
| 2011 | SBS Drama Awards                    | New Star Award                                                | Boseureul jikyeora  | Vincitore/trice |
| 2012 | MBC Drama Awards                    | Miglior nuovo attore maschile                                 | Dr. Jin             | Vincitore/trice |
| 2014 | Korea Drama Awards                  | Top Excellence Award, Actor                                   | Triangle            | Vincitore/trice |

### Premi musicali
| Anno | Premio                           | Categoria                   | Lavoro                                                   | Risultato       |
| ---- | -------------------------------- | --------------------------- | -------------------------------------------------------- | --------------- |
| 2013 | Seoul International Drama Awards | Best Hallyu Drama OST Award | "살아도 꿈인 것처럼" (Living Like A Dream) – Dr. Jin OST | Vincitore/trice |

### Altri premi
| Anno | Premio                     | Categoria                 | Risultato       |
| ---- | -------------------------- | ------------------------- | --------------- |
| 2001 | Annual SM Best Competition | Best Appearance           | Vincitore/trice |
| 2010 | Best Jeanist Award         | Best Male Jeanist         | 3º posto        |
| 2010 | Philippine Kpop Convention | Hottest Male Artist       | Vincitore/trice |
| 2011 | Best Jeanist Award         | Best Male Jeanist         | 2º posto        |
| 2011 | Shorty Awards              | Best Celebrity on Twitter | Vincitore/trice |
| 2011 | Philippine Kpop Convention | Hottest Male Artist       | Vincitore/trice |
| 2012 | Best Jeanist Award         | Best Male Jeanist         | 2º posto        |
| 2012 | Philippine Kpop Convention | Hottest Male Artist       | Vincitore/trice |